# Акустический потолок
Акустический потолок в строительстве — это обычно горизонтально расположенный элемент с высокой акустической поглощающей способностью для улучшения акустики помещения за счет снижения времени реверберации.

## Конструкция
Акустический потолок, как правило, представляет собой элемент, который крепится (подвешивается) к несущему потолку. Промежуточное пространство обычно заполняется звукопоглощающим материалом (минеральной, каменной, стекловатой). Основа может быть изготовлена из дерева или металла, в зависимости от требований противопожарной защиты. Облицовка выполняется инженерной древесиной, минеральными (волокнистыми) плитами, гипсокартоном или гипсоволокнистым листом. Пластины могут быть перфорированные или звукопоглощающие. Выручка производителей акустических потолков в Австрии в 2015 году составила 28 млн евро.

## Классы
По стандарту ISO 11654, шумозащитным и акустическим конструкциям может быть присвоен один из пяти классов звукоизоляции — от A (наиболее высокое) до E (наиболее низкое). Согласному этому стандарту, определяется αw — единичный (средневзвешенный для разных частот) коэффициент шумопоглощения. Значения коэффициента варьируются от 0 (полное отражение звука) до 1.0 (полное звукопоглощение). От значения коэффициента зависит класс звукопоглощения акустического потолка:
| Класс звукопоглощения | Значение коэффициента αw           |
| --------------------- | ---------------------------------- |
| A                     | 0,90; 0,95; 1,00                   |
| B                     | 0,80; 0,85                         |
| C                     | 0,60; 0,65; 0,70; 0,75             |
| D                     | 0,30; 0,35; 0,40; 0,45; 0,50; 0,55 |
| E                     | 0,15; 0,20; 0,25                   |

## Виды
Существует несколько видов акустических потолков:
- клеевой — состоит из наклеиваемых акустических панелей (как правило, изготавливаются из вспененных пластиков или поролона)
- потолок на стальном каркасе — изготавливается из панелей из прессованного древесного или минерального волокна с помощью металлического каркаса, крепится к плитам перекрытий при помощи подвесов и анкер-клиньев или стальных дюбелей
- бесшовный — изготовлен из П-образных профилей, может крепиться без подвесов
- натяжной — изготавливается из ПВХ-плёнки и полиэфирного перфорированного полотна.